# Deci Venanci Basili

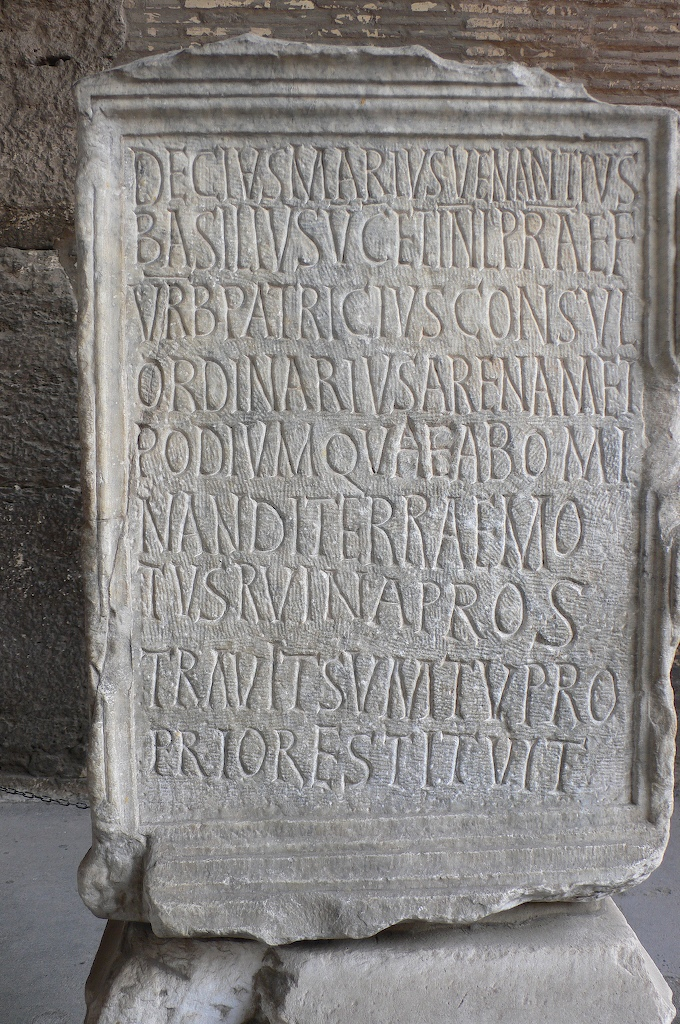
Inscripció erigida per Deci al Colosseu de Roma, una de les dues còpies produïdes amb motiu d'una restauració finançada per Deci després dels danys d'un terratrèmol.

(Cecina ) Deci Mari Venanci Basili (fl. 484) va ser un funcionari romà sota el domini d'Odoacre .
Era fill de Cecina Deci Basili i germà de Cecina Deci Basili Deci i de Cecina Deci Màxim Basili, tots cònsols romans. Basili Venanci, cònsol l'any 508, era probablement el seu fill.
Venanci va ser Praefectus urbi i cònsol el 484, treballant al regne d'Odoacre i, posteriorment, al regne dels ostrogots, durant el regnat de Teodoric el Gran.
Va finançar la restauració dels danys causats per un terratrèmol al Colosseu de Roma; encara es conserven dues inscripcions, (CIL VI, 1716 b i c), que expliquen que va pagar de la butxaca la restauració de l'arena i el podi del Colosseu, destruïts per un terratrèmol.